# Capacité juridique en France
En droit français, la capacité juridique d'une personne physique est l'aptitude de cette personne à exercer ses droits et obligations. La capacité juridique englobe d'une part la capacité d'exercice, et d'une autre part la capacité de jouissance.

## Classification et fondement des capacités

### La capacité de jouissance
La capacité de jouissance est l'aptitude à être titulaire d'un ou plusieurs droits.
L'attribution de la personnalité juridique pose la question de savoir si la personne est elle-même capable d'exercer ses droits. On doit justement admettre pour les personnes physiques, que l'acquisition de la personnalité juridique ne conduit pas dans un premier temps, à reconnaître la capacité d'exercice. Ainsi, les mineurs sont bien sujets de droit, et ce depuis leur naissance, mais on les dit incapables parce qu'ils n'ont pas durant le temps de leur minorité, l'aptitude juridique à exercer eux-mêmes les droits qu'ils détiennent.

### La capacité d'exercice
La capacité d'exercice est l'aptitude à exercer soi-même un droit que l'on détient, sans avoir besoin d'être représenté ni assisté par un tiers. Cette capacité d'exercice suppose d'avoir la personnalité juridique. L'inverse n'est pas vrai. La reconnaissance de la personnalité juridique ne conduit pas à reconnaître automatiquement la capacité d'exercer soi-même des droits qu'on est apte à détenir. Il se peut qu'une personne dotée de la capacité d'exercice se la voit retirer, sans qu'elle perde pour autant la personnalité juridique.

### Les mineurs
L'article 414 du Code civil français fixe la majorité à 18 ans et dès lors donne la capacité pour tous les actes de la vie civile. L'article 371-1 du Code civil dispose que les enfants restent sous l'autorité des parents jusqu'à la majorité civile ou l’émancipation. L'émancipation donne à un enfant de moins de 18 ans les droits et les devoirs d'un adulte. Un mineur émancipé ne dépend plus de l'autorité de ses parents. Le mineur non émancipé ne peut pas agir en justice, ce sont ses parents qui doivent le représenter.
Exemple : si un mineur est titulaire d'un droit de propriété sur un immeuble, ce seront les parents qui en assureront la gestion dans l'intérêt de l'enfant. Les parents détiennent l'administration et la jouissance des biens de leur enfant.
En France, les mineurs sont placés sous ce que l'on appelle l'administration légale s'ils ont un patrimoine important. Les mineurs sont incapables, c'est-à-dire qu'ils ont des droits mais ne peuvent pas les exercer du fait de leur minorité. Il est entendu que les enfants ont besoin de protection, tant pour leur personne que pour l'accomplissement de leurs actes juridiques. Les mineurs sont soumis à l'autorité parentale.
Comme toute personne physique, le mineur est titulaire de droits subjectifs, et parmi ces droits, de droits patrimoniaux. En effet, un mineur peut être propriétaire de biens importants (héritage, gains…). Cependant, le mineur est placé sous un régime de protection ; l'exercice de ces droits se fait donc par la représentation. Le droit français prévoit à cet effet trois situations :
1. Le mineur a ses deux parents en vie. Ceux-ci sont titulaires de l'autorité parentale conjointe, et le régime est ce que l'on appelle l'administration légale pure et simple.
2. Le mineur n'a plus qu'un parent. Le régime est l'administration légale sous contrôle judiciaire (Elle n'existe plus depuis 2016: à présent, que l'un ou les deux parents soient en vie, le régime applicable est l'administration légale. Administration légale sous contrôle judiciaire et administration légale pure et simple ont ainsi été combinés depuis cette récente réforme).
3. L'enfant est orphelin ; il n'y a pas d'autorité parentale, le régime est alors celui de la tutelle des mineurs.

Ce régime est désormais critiqué en France. Dès les années 1970, le civiliste Jean Carbonnier proposait l'idée d'une capacité juridique partielle, dit de pré-majorité, pour les adolescents, particulièrement en matière de religion, sur le modèle de ce qui existe déjà en Allemagne, en Grande-Bretagne et en Suisse. Depuis, les projets de pré-majorité en France ont toujours été avortés mais, dans le monde associatif lycéen, se sont additionnées récemment de nouvelles revendications : capacité juridique en matière d'orientation scolaire (entière au lycée, à partager en double signature avec les parents au collège), droit à la correspondance et à la vie privée, capacité à diriger une association sans autorisation parentale, droit de veto des élèves contre leur inscription par les parents dans un établissement confessionnel (sur les modèles anglais et allemands), possibilité de faire soi-même les démarches pour les documents d'identité ou encore capacité à demander soi-même son émancipation.

#### L'administration légale
L'administration est dite légale, parce qu'elle s'applique d'office, sans qu'une action judiciaire soit nécessaire. Il n'y a en effet nul besoin de saisir le juge des tutelles pour déclarer qu'un enfant est sous la tutelle de ses parents. Le régime est donc « légal ».
L'administration légale, s'agissant des biens du mineur, consiste en ce que les biens de celui-ci sont, de par l'autorité parentale, gérés, administrés par ses parents. Il peut arriver en effet qu'un enfant soit titulaires de droits patrimoniaux étendus, ou propriétaires de bien importants. De nombreux cas peuvent être imaginés : un jeune acteur, ou musicien prodige, reçoit d'importants cachets, un patrimoine immobilier est reçu par héritage, etc. L'article 382 du Code civil dispose que : « L'administration légale appartient aux parents. Si l'autorité parentale est exercée en commun par les deux parents, chacun d'entre eux est administrateur légal. Dans les autres cas, l'administration légale appartient à celui des parents qui exerce l'autorité parentale ».
L'administration légale confère évidemment des pouvoirs qui diffèrent selon la nature des actes : actes de disposition, d'administration ou conservatoires.
Les actes conservatoires (réparation du toit d'un immeuble, par exemple) peuvent être faits par l'administrateur légal seul (c'est-à-dire par les parents de l'enfant). Les actes d'administration (encaissement des loyers, gestion d'un portefeuille boursier, etc.) peuvent, eux aussi être faits par l'administrateur légal seul.
Les actes de disposition (vente d'un bien, conclusion d'un bail commercial, cession d'une part sociale, etc.) sont, enfin, accomplis par l'administrateur légal, mais avec le consentement de l'autre parent pour les actes peu importants, avec l'autorisation du juge des tutelles pour les actes graves.
On imagine fort bien qu'il puisse arriver dans une procédure que les intérêts du mineur entrent en conflit avec ceux de ses administrateurs légaux. Dans ce cas, le juge des tutelles désigne un administrateur dit « ad hoc » (mandataire de justice) chargé de représenter le mineur (articles 383 du Code civil).
Lorsque les biens du mineur produisent des fruits importants (l'enfant est propriétaire d'un immeuble, l'enfant perçoit des droits d'auteur, etc.) ou lorsque l'enfant perçoit des revenus (l'enfant travaille, par exemple comme acteur), la loi prévoit un régime qui ressemble à l'usufruit, qui s'appelle la jouissance légale. C'est le droit pour les parents de percevoir les fruits et les revenus du mineur. Ce droit va concerner l'ensemble du patrimoine du mineur pour ce qui est des fruits (loyers, dividendes, etc.).
Pour ce qui est des revenus de son travail, les parents ont l'obligation d'encaisser les salaires ou les cachets et de les capitaliser pour le compte du mineur jusqu'à sa majorité.
Ils ne peuvent non plus s'approprier les fruits de biens légués ou donnés au mineur s'il l'ont été avec la condition que les parents ne pourront en profiter.
Ce régime de jouissance légale ne cesse pas à la majorité du mineur, mais à 16 ans.

#### La tutelle des mineurs
Le mineur orphelin, ou dont les parents sont inconnus, ou encore dont les parents sont eux-mêmes incapables d'exercer l'autorité parentale est protégé par le régime de la tutelle des mineurs (art. 390 à 413 du Code civil et art. 1211 à 1236 et 1253 à 1254 du Code de procédure civile).

### Les majeurs protégés
Lorsqu'une personne majeure connaît une altération de ses facultés mentales mais aussi corporelles (à la condition qu'elle soit de nature à empêcher l'expression de sa volonté) qui la place dans l'impossibilité de pourvoir seule à ses intérêts, le juge organise sa protection dans le respect des libertés individuelles selon quatre modes de protection :
- la sauvegarde de justice (articles 433 à 439 du code civil) est une mesure temporaire qui permet à la personne majeure de conserver l'exercice de ses droits, tout en se protégeant des conséquences des actes irréfléchis qu'elle pourrait conclure
- la curatelle (article 440 et suivants du code civil) permet à la personne majeure d'être assistée pour les actes importants de la vie civile
- la tutelle (article 440 et suivants du code civil) entraîne l'incapacité juridique la plus étendue et s'applique dans les cas où la personne majeure a besoin d'être représentée d'une manière continue dans tous les actes de la vie civile
- l'habilitation familiale (article 494-1 et suivants du code civil[5]) est une mesure de protection hybride réservée à la famille, similaire à la sauvegarde de justice dans sa version simple et presque identique à la tutelle dans sa version complète.

Il existe trois dispositions communes aux différents régimes de protection :
- L'altération des facultés personnelle de la personne vulnérable doit être médicalement constatée[4]
- Le logement du bénéficiaire d'une mesure de protection juridique est protégé par la loi[6]
- Les comptes bancaires d'une mesure de protection juridique sont pareillement protégés par la loi, et la pratique des comptes pivots est prohibée[7]. (L'habilitation familiale échappe à cette condition)

### Les femmes
Selon le Code civil, les femmes sont initialement incapables juridiques. En 1938, une capacité juridique propre restreinte leur est accordée : elles ne doivent désormais plus obéissance à leur époux et peuvent détenir une carte d'identité et un passeport ainsi qu'ouvrir un compte en banque sans l'autorisation de ce dernier. Elles peuvent désormais aussi s'inscrire librement à l'université, passer un contrat pour leurs biens propres, accepter une donation ou encore séjourner de leur propre volonté dans un établissement hospitalier. Le mari reste néanmoins le chef de famille et décide de la fixation de résidence. Un nouveau jalon est franchi en 1965, autorisant les femmes à exercer une profession sans l'accord de leur époux.